# Antoniusstormfloden 1511
Antoniflut (Antoni-stormfloden) eller Eisflut (is-stormfloden) var en svår stormflod den 16 januari 1511 som särskilt drabbade Ostfriesland i nordvästra Tyskland. Stormfloden i kombination med mycket is gjorde att skyddsvallarna längs Nordsjökusten förstördes. Översvämningarna i kombination med isflaken förorsakade omfattande skador, framför allt i Rüstringen och Butjadingen. Följderna blev särskilt svåra eftersom området hade drabbats av en rad stormfloder under de föregående åren 1509 och 1510.
Stormfloden ledde till att ett flertal byar och socknar vid till exempel Jadebusen övergavs. Stora landområden förstördes och Arngast blev en ö i Jadebusen.